# Ronald Koeman
Pour les articles homonymes, voir Koeman.
Ronald Koeman (prononcé en néerlandais : [ˈroːnɑlt ˈkumɑn] ), né le 21 mars 1963 à Zaandam (Pays-Bas), est un footballeur international néerlandais reconverti entraîneur.
Il fait partie de l'élite mondiale du football à la croisée des années 1980 et 1990, évoluant avec des équipes européennes de renom. Il remporte la Coupe des clubs champions européens à deux reprises, la première fois avec le PSV Eindhoven en 1988 et la seconde avec le FC Barcelone en 1992 (inscrivant en finale le but victorieux), ainsi que le Championnat d'Europe 1988 avec l'équipe des Pays-Bas de Rinus Michels. Il est membre du club des Cent, rassemblant les joueurs qui disputent au moins cent matchs officiels avec l'équipe première de l'Ajax Amsterdam au cours de leur carrière.
Entraîneur passé par les championnats néerlandais, portugais, espagnol et anglais, Ronald Koeman est sélectionneur de l'équipe des Pays-Bas de 2018 à 2020, lorsqu'il revient en Espagne, au FC Barcelone, jusqu'en 2021. En 2023, il retrouve la direction de la sélection néerlandaise, succédant ainsi à Louis van Gaal.
Son père Martin et son frère Erwin sont également footballeurs professionnels.

## Biographie

### Comme joueur

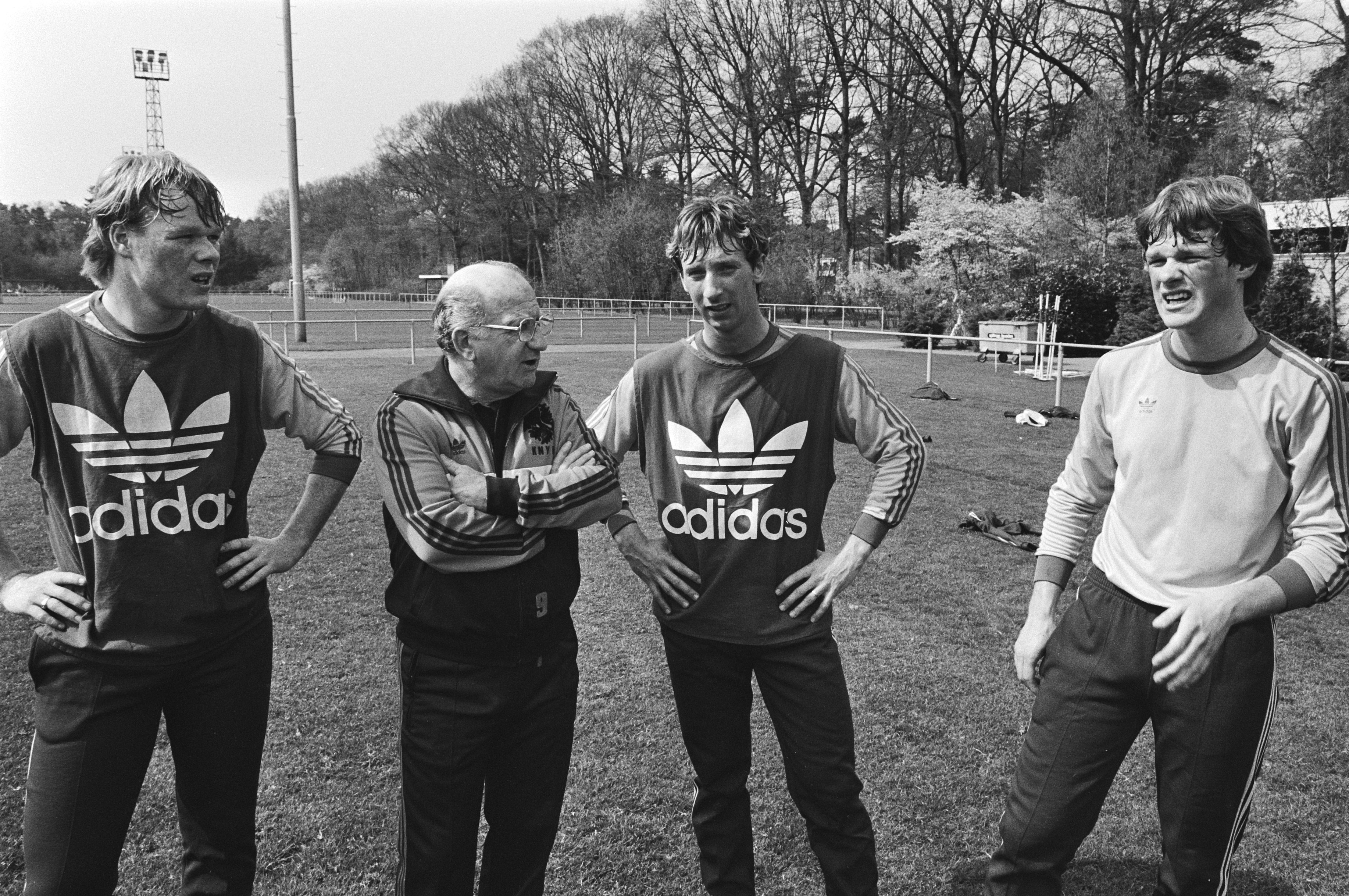
Ronald Koeman à gauche, au côté du sélectionneur Kees Rijvers en 1983. Son frère Erwin est à droite, auprès de Wim Hofkens.

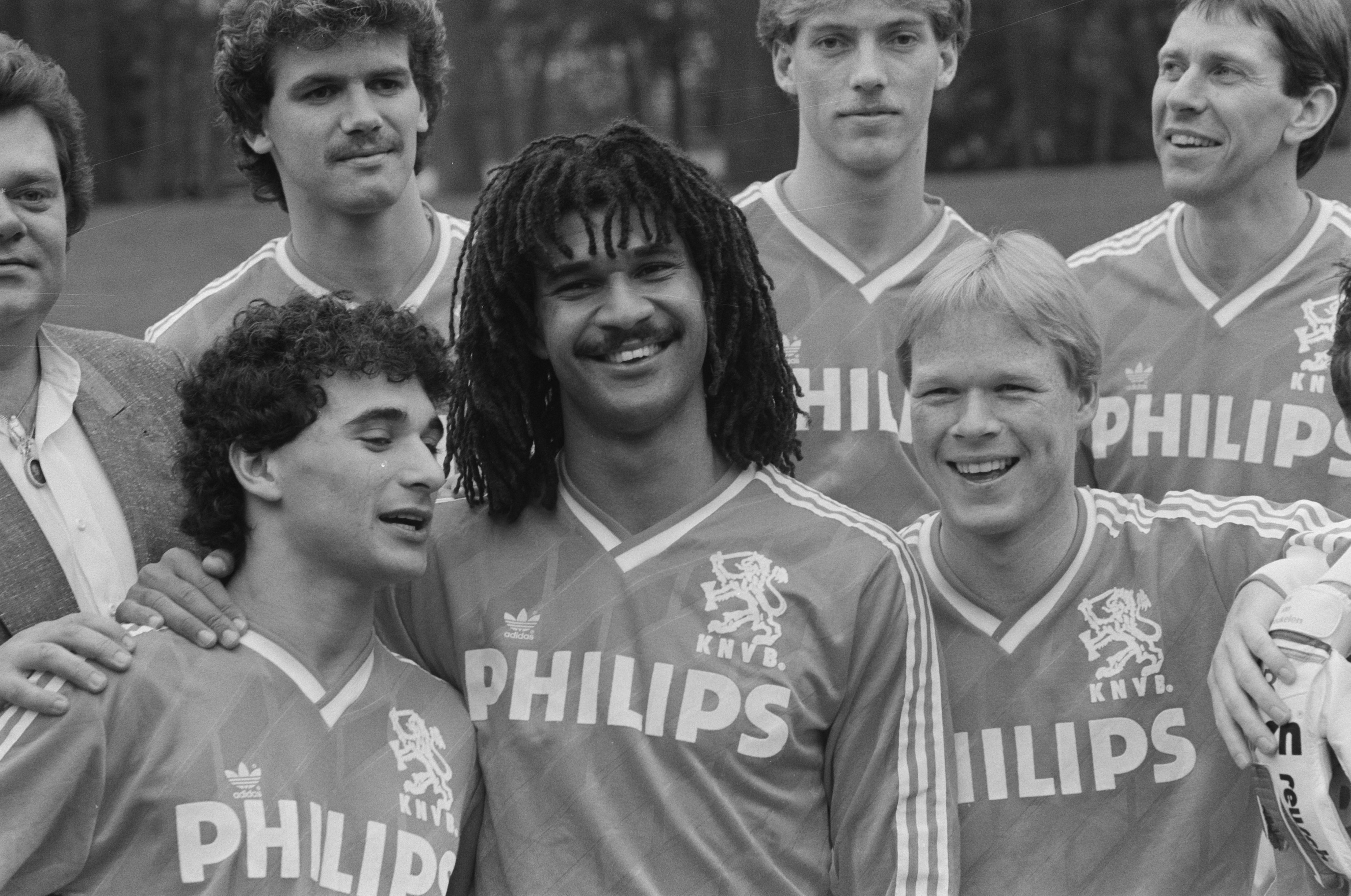
Gerald Vanenburg (gauche), Ruud Gullit (centre) et Ronald Koeman (droite) posant pour une photographie de groupe lors d'un entraînement de la sélection néerlandaise à Zeist, en 1988.

Ronald Koeman grandit à Koog aan de Zaan puis à Groningue. Il fait ses débuts en championnat des Pays-Bas (en néerlandais : Eredivisie) au sein du Football Club Groningue en 1980. En 1983, il rejoint les rangs de l'Ajax Amsterdam, équipe avec laquelle il remporte le Championnat des Pays-Bas en 1985.
Originellement milieu de terrain, il est repositionné défenseur central à partir de 1985. En 1986, il quitte l'Ajax pour le PSV Eindhoven. Il y remporte les championnats de 1987, 1988 et 1989 et la Ligue des champions en 1988. La même année, il forme avec Frank Rijkaard la défense centrale de l'équipe des Pays-Bas qui remporte le Championnat d'Europe de football.
Après 1988, Koeman dispute trois grandes compétitions internationales : la Coupe du monde de 1990, le Championnat d'Europe 1992 et la Coupe du monde de 1994. À chaque fois, les Pays-Bas seront battus par les futurs vainqueurs du tournoi : l'Allemagne en 1990, le Danemark en 1992 et le Brésil en 1994.

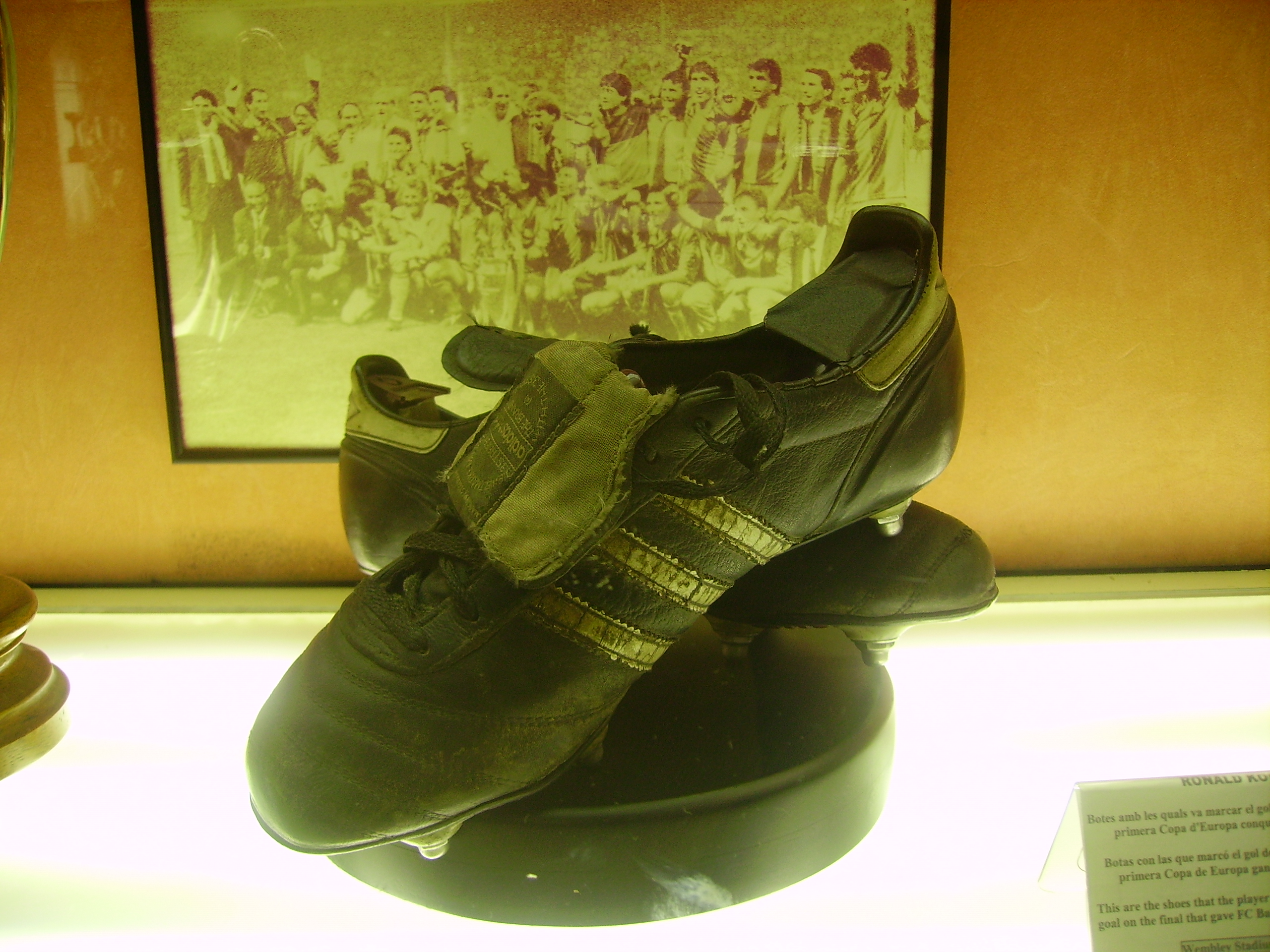
Les chaussures avec lesquelles Ronald Koeman inscrit le but qui donne au Barça sa première Ligue des champions sont conservées au musée du FC Barcelone.

En 1989, il rejoint les rangs du FC Barcelone pour lequel il jouera six ans. Outre quatre championnats espagnols en 1991, 1992, 1993 et 1994, il remporte une deuxième fois la Ligue des champions contre la Sampdoria de Gênes en 1992. Il offre la victoire au Barça par un puissant tir sur coup franc de près de trente mètres. Il termine sa carrière en 1997 après deux saisons au Feyenoord Rotterdam.

### Profil en tant que joueur
Avec 193 buts inscrits en 533 matchs de championnat, Ronald Koeman est le défenseur qui marque le plus de buts dans l'histoire du football. Réputé pour la précision et l'extrême puissance de ses frappes de balles, il marque souvent sur des coups francs directs et tirs lointains. Il est également un solide dribbleur, permettant de relancer rapidement le jeu de son équipe lorsqu'elle cherche à contre-attaquer.
Au-delà de ses qualités de buteur, il est aussi un rugueux défenseur, ce qui lui vaut de sobriquet de « Rambo ». Lors du quart de finale opposant le PSV Eindhoven aux Girondins de Bordeaux en Coupe des clubs champions européens 1987-1988, il se félicite après le match d’une faute d’un coéquipier qui blessa Jean Tigana et revendique sans ambiguïté que le but du geste de son coéquipier était de faire sortir sur blessure le meilleur joueur adverse. Cette controverse lui vaudra d’être sanctionné par son club.

### Comme entraîneur
Après la fin de sa carrière de joueur, Koeman devient alors l'adjoint de Guus Hiddink, sélectionneur de l'équipe des Pays-Bas. Il revient par la suite au FC Barcelone, comme entraîneur adjoint de Louis van Gaal de 1998 à 2000. Il est ensuite l'entraîneur principal de l'Ajax Amsterdam pendant quatre saisons où il remporte deux titres de champion des Pays-Bas.

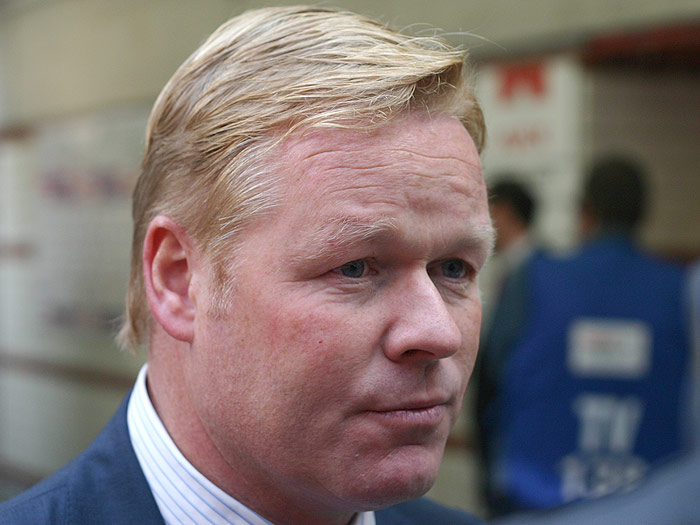
Koeman en 2006.

Après un passage au Benfica Lisbonne lors de la saison 2005-2006, il revient aux Pays-Bas et remporte le championnat avec le PSV Eindhoven en 2007. En octobre de la même année, il est recruté par Valence CF. Il évince plusieurs joueurs emblématiques du club espagnol (Santiago Cañizares, David Albelda et Miguel Ángel Angulo). Valence en crise sportive et financière, joue le maintien en Liga. Le 21 avril 2008 à la suite d'une cuisante défaite contre l'Athletic Bilbao à San Mamés (5-1), Koeman est démis de ses fonctions.
Il entraîne ensuite l'AZ Alkmaar, équipe championne en titre, à partir de juillet 2009. Il est remercié le 5 décembre 2009 pour manque de résultats. Entre 2011 et 2014, il entraîne le Feyenoord Rotterdam, avec lequel il est vice-champion en 2012 et 2014.

#### Southampton
Le 16 juin 2014, il est nommé entraîneur de Southampton pour trois ans. Koeman arrive dans le club alors que plus de la moitié de l'équipe titulaire est partie et que plus de 130 millions sont collectés grâce aux transferts d'Adam Lallana, Dejan Lovren et Luke Shaw. L'entraîneur néerlandais recrute son buteur du Feyenoord, Graziano Pellè, ainsi que Shane Long, Dušan Tadić et Sadio Mané. Koeman s'affirme comme l'un des meilleurs entraîneurs du championnat anglais en hissant Southampton à la deuxième place du classement pendant plusieurs semaines.

#### Everton FC
Alors qu'il est sous contrat jusqu'en juin 2017 avec Southampton, Everton paye près de cinq millions de livres pour s'attacher ses services. Le 14 juin 2016, il s'y engage pour trois ans. Pour sa première saison à Liverpool, il emmène le club à la 7e place de Premier League, se qualifiant pour le troisième tour de qualification de la Ligue Europa.
La saison 2017-2018 est plus difficile. Il doit notamment faire face au départ de Romelu Lukaku que ne pallieront pas les arrivées pour près de 70 millions de livres de Gylfi Sigurðsson (45M£) et Davy Klaassen (24M£). Après neuf journées de championnat, le club est 18e de Premier League avec seulement huit points à son actif. Le 23 octobre 2017, Ronald Koeman est démis de ses fonctions.

#### Pays-Bas
Le 6 février 2018, Ronald Koeman est nommé sélectionneur de l'équipe des Pays-Bas en remplacement de Dick Advocaat. En Ligue A de la Ligue des nations de l'UEFA 2018-2019, les Pays-Bas battent notamment l'Allemagne (3-0) puis la France (2-0) et terminent premiers du groupe 1. Sous la direction de Koeman, ils accèdent donc à la phase finale du tournoi. Après une victoire contre l'Angleterre en demi-finale, les Pays-Bas s'inclinent en finale contre le pays hôte, le Portugal, sur le score d'un but à zéro.

#### FC Barcelone
Le 19 août 2020, il signe un contrat de deux ans avec le FC Barcelone où il remplace Quique Setién. Cette signature met fin à sa fonction de sélectionneur de l'équipe des Pays-Bas de football. Il devient le cinquième entraîneur néerlandais du Barça après Rinus Michels, Johan Cruyff, Louis van Gaal et Frank Rijkaard.
Il débute le 27 septembre par une victoire 4 à 0 face au Villarreal CF lors du premier match de championnat.
Le 17 avril suivant, il remporte la Coupe d'Espagne (victoire en finale 4 à 0 face à l'Athletic Bilbao).
En octobre 2021, à la suite d'une défaite 1-0 face au Rayo Vallecano, Ronald Koeman est limogé par la direction du club, le Barça occupant la 9e place en Liga après dix journées.

## Palmarès

### Joueur

#### En club
- Ajax Amsterdam
  - Championnat des Pays-Bas
    - Vainqueur en 1985

  - Coupe des Pays-Bas
    - Vainqueur en 1986
- PSV Eindhoven
  - Championnat des Pays-Bas
    - Vainqueur en 1987, 1988 et 1989

  - Coupe des Pays-Bas
    - Vainqueur en 1988 et 1989

  - Coupe des clubs champions européens (C1)
    - Vainqueur en 1988
- FC Barcelone
  - Championnat d'Espagne
    - Vainqueur en 1991, 1992, 1993 et 1994

  - Coupe d'Espagne
    - Vainqueur en 1990 (es)

  - Coupe des clubs champions européens (C1)
    - Vainqueur en 1992

  - Supercoupe de l'UEFA
    - Vainqueur en 1992

#### En sélection
- Pays-Bas
  - Championnat d'Europe
    - Vainqueur en 1988

#### Distinctions personnelles
- Meilleur buteur de la Ligue des champions en 1994 avec huit buts pour le FC Barcelone (à égalité avec Wynton Rufer)
- Soulier d'or néerlandais en 1987 et 1988 avec le PSV Eindhoven
- Meilleurs footballeurs européens 1954-2004 : 26e place
- Ballon d'or
  - 1988 : 05e place
  - 1989 : 23e place
  - 1992 : 08e place
  - 1993 : 18e place

### Entraîneur
- Ajax Amsterdam
  - Championnat des Pays-Bas
    - Vainqueur en 2002 et 2004

  - Coupe des Pays-Bas
    - Vainqueur en 2002

  - Supercoupe des Pays-Bas
    - Vainqueur en 2002
- Benfica Lisbonne
  - Supercoupe du Portugal
    - Vainqueur en 2005 (pt)
- PSV Eindhoven
  - Championnat des Pays-Bas
    - Vainqueur en 2007
- Valence CF
  - Coupe d'Espagne
    - Vainqueur en 2008
- AZ Alkmaar
  - Supercoupe des Pays-Bas
    - Vainqueur en 2009
- Pays-Bas
  - Ligue des nations
    - Finaliste en 2019
- FC Barcelone
  - Supercoupe d'Espagne
    - Finaliste en 2021

  - Coupe d'Espagne
    - Vainqueur en 2021